# Hammer of the Witches
Hammer of the Witches è l'undicesimo album in studio del gruppo musicale britannico Cradle of Filth, pubblicato il 10 luglio 2015 dalla Nuclear Blast.

## Il disco
L'album è un concept sul Malleus Maleficarum, il manuale sulla caccia alle streghe pubblicato nel 1487 dal frate domenicano Heinrich Institor Kramer con Jacob Sprenger. Musicalmente vede il ritorno della componente sinfonica rispetto al precedente The Manticore and Other Horrors.

## Tracce

### Versione Standard
1. Walpurgis Eve – 1:29
2. Yours Immortally... – 6:01
3. Enshrined in Crematoria – 5:46
4. Deflowering the Maidenhead, Displeasuring the Goddess – 6:56
5. Blackest Magick in Practice – 6:50
6. The Monstrous Sabbat (Summoning the Coven) – 1:51
7. Hammer of the Witches – 6:29
8. Right Wing of the Garden Triptych – 5:55
9. The Vampyre at My Side – 5:45
10. Onward Christian Soldiers – 6:59
11. Blooding the Hounds of Hell – 2:10

### Bonus tracks - Versione Digipack
1. King of the Woods – 6:17
2. Misericord – 6:19

## Formazione
Gruppo
- Dani Filth – voce
- Richard Shaw – chitarra
- Marek "Ashok" Šmerda – chitarra
- Daniel Firth – basso
- Lindsay Schoolcraft – voce addizionale, arpa
- Martin "Marthus" Škaroupka – batteria, tastiere, orchestrazione

Altri musicisti
- Dalibor Strunc – cimbalom
- Alexey Aslamas – violino